# Reuss-Ebersdorf
Reuss-Ebersdorf fue un condado soberano y desde 1806 un principado localizado en Alemania. Los condes de Reuss-Ebersdorf pertencieron a la línea menor de Reuss. Reuss formó parte sucesivamente del Sacro Imperio Romano Germánico, la Confederación del Rin, la Confederación Germánica, la Confederación Alemana del Norte, el Imperio alemán y la República de Weimar antes de convertirse en parte del estado de Turingia en 1920.

## Historia

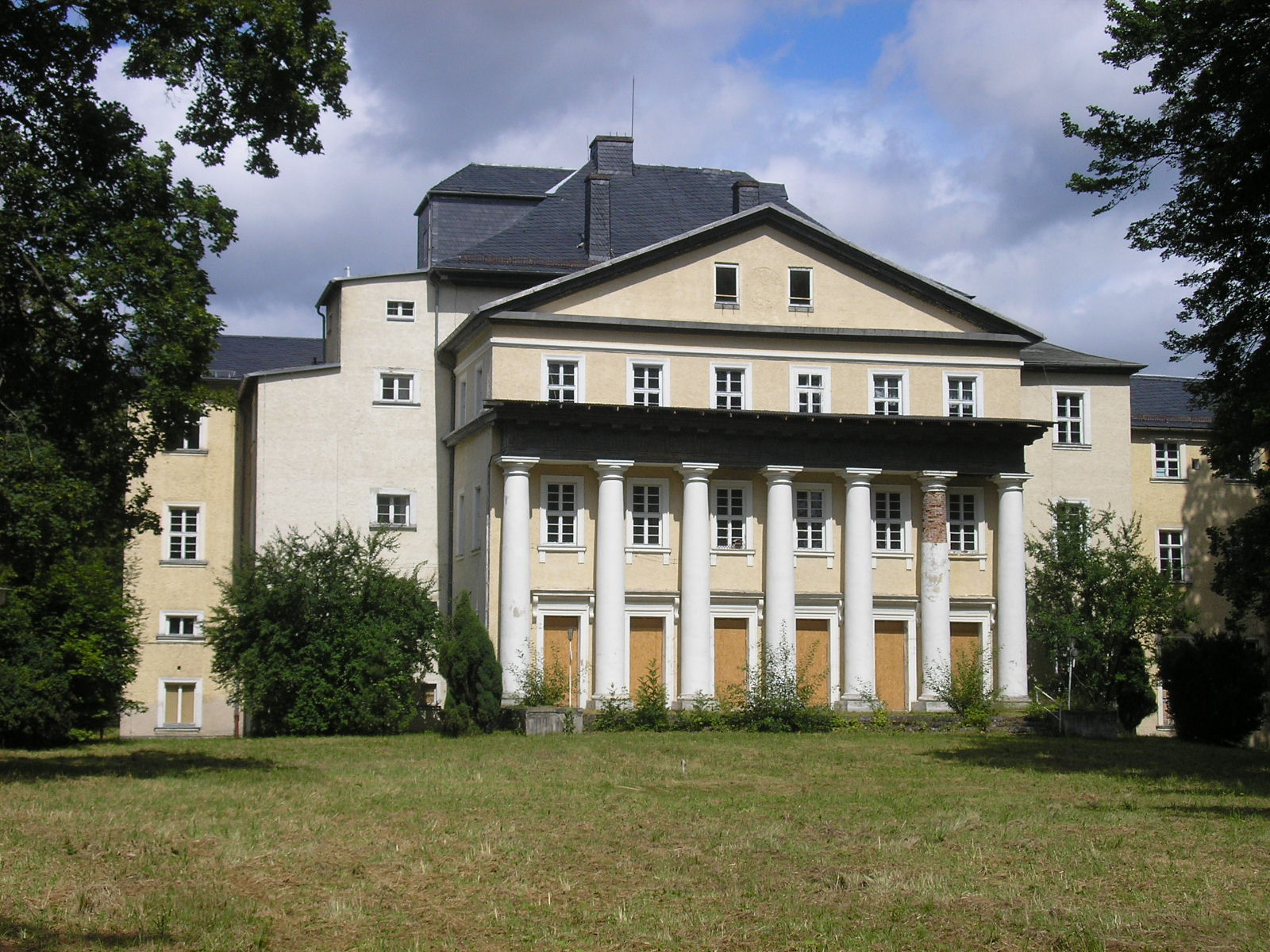
Palacio Residencial de Ebersdorf (Residenz Schloss Ebersdorf), vista desde el parque.

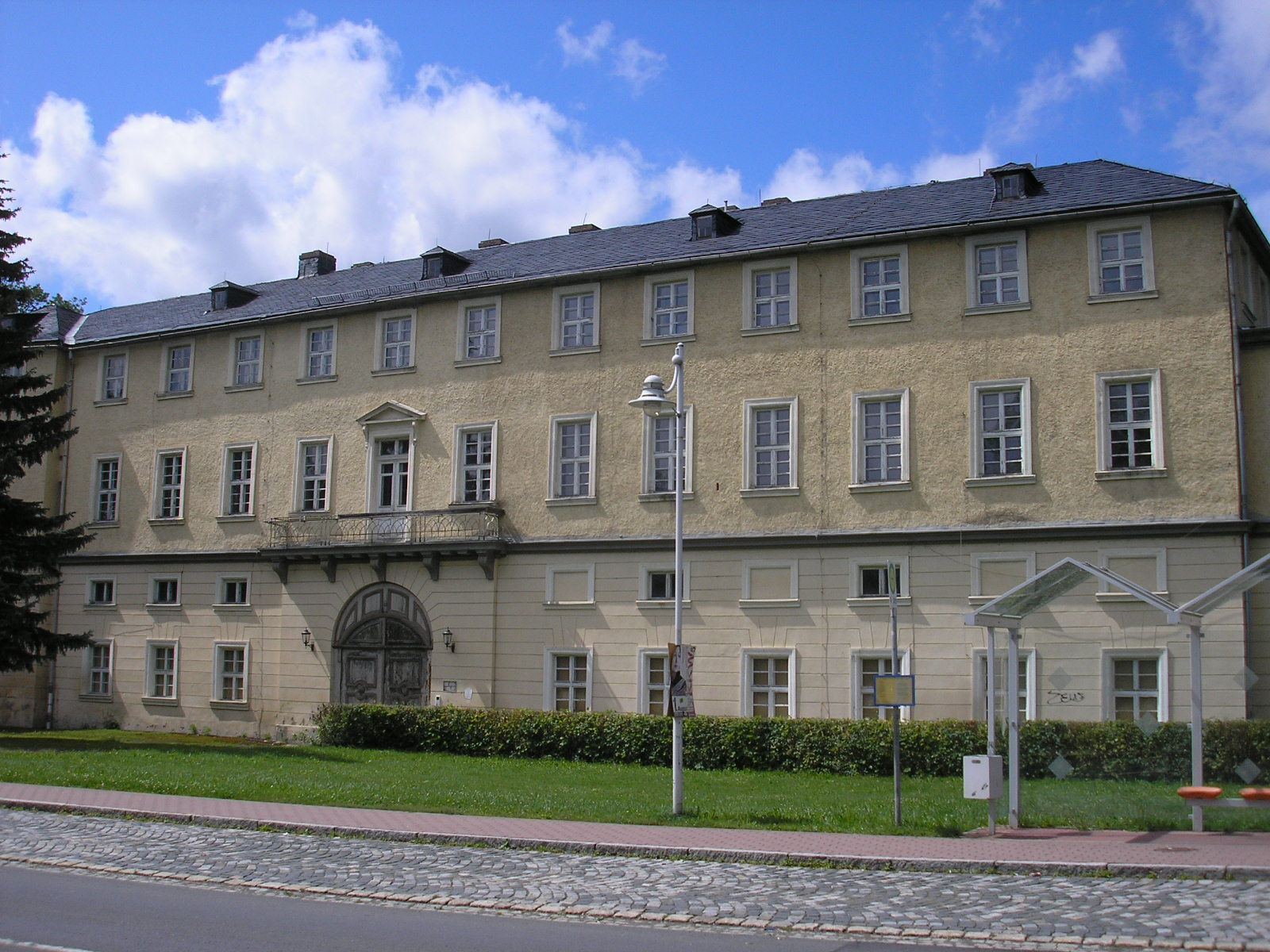
Palacio Residencial de Ebersdorf, vista desde la calle.

Tras la muerte del conde soberano Enrique X de Reuss-Lobenstein en 1671, Reuss-Lobenstein fue gobernado conjuntamente por sus tres hijos Enrique III, Enrique VIII y Enrique X. En 1678 Reuss-Lobenstein fue dividido permaneciendo Enrique III como Conde de Reuss-Lobenstein, Enrique VIII convirtiéndose en conde de Reuss-Hirschberg y Enrique X convirtiéndose en Conde de Reuss-Ebersdorf. 
En 1806 el título de conde de Reuss-Ebersdorf fue elevado al de príncipe. En 1824, tras la muerte de Enrique LIV de Reuss-Lobenstein, Enrique LXXII de Reuss-Ebersdorf le sucedió y tomó el título de príncipe de Reuss-Lobenstein-Ebersdorf. El príncipe Enrique LXXII permaneció como príncipe de Reuss-Lobenstein-Ebersdorf hasta su abdicación en 1848 en favor del príncipe de Reuss-Schleiz.
Enrique XXIV fue el padre de la condesa, luego princesa Augusta de Reuss-Ebersdorf, abuela materna de la reina Victoria del Reino Unido y madre del rey Leopoldo I de Bélgica.

## Gobernantes de Reuss-Ebersdorf

### Condes Soberanos de Reuss-Ebersdorf (1678-1806)
- Enrique X, 1678-1711
- Enrique XXIX, 1711-47
- Enrique XXIV, 1747-79
- Enrique LI, 1779-1806

Elevado a principado, 1806

### Príncipes de Reuss-Ebersdorf (1806-24)
- Enrique LI, 1806-22
- Enrique LXXII, 1822-24

Sucedido como Príncipe de Reuss-Lobenstein-Ebersdorf, 1824

### Príncipes de Reuss-Lobenstein-Ebersdorf (1824-48)
- Enrique LXXII, 1824-48

Absorbido por Reuss-Schleiz, 1848